# Jean de Montlyard
Jean de Montlyard est un ministre protestant du XVIe siècle, auteur d'ouvrages dont quelques-uns à caractère mystiques et astrologiques.

## Sa vie
Jean de Montlyard, sieur de Melleray en Beauce, réfugié à Genève, fut placé comme ministre à Draillans, le 12 août 1554, puis, en 1557, à Céligny, et reçu bourgeois gratis avec ses deux fils, en 1559. Ces faits, d'une authenticité incontestable, prouvent que Prosper Marchand avait tort de douter que Jean de Montlyard fût ministre ; cependant son observation, qu'il est difficile de se persuader qu'un pasteur ait entrepris de traduire un livre comme l'Ane d'or d'Apulée, n'en subsiste pas moins, si l'on songe surtout à l'âge avancé que Montlyard devait avoir atteint lorsque cette traduction vit le jour. Peut-être lèverait-on la difficulté en admettant que le traducteur de cet ouvrage fut l'un de ses deux fils, celui qui prenait le titre de conseiller secrétaire du prince de Condé. S'il faut en croire Hofman, dans son Lexique historique, Montlyard remplit aussi les fonctions pastorales à Montélimar. On ignore l'année de sa mort.

## Ses Œuvres
- Harmonie des corps célestes et humains, faicte en unze dialogues, où sont introduicts Jesculape et Uranie devisans ensemble et traictans des choses concernantes la médecine et l'astronomie, Lyon, 1580, in-16. — Traduit, du latin d'Antoine Mizauld.
- Continuation de l'Inventaire de l'histoire de France par Jean de Serres. Cette continuation, que Montlyard entreprit sur l'invitation de Jean de Serres lui-même, fut poussée d'abord jusqu'à la mort de Henri III, en 1589, et parut à Paris en 3 volumes in-8°. Montlyard l'augmenta par la suite et la conduisit jusqu'à la paix de Vervins, en 1598 (Paris, 1600, 3 volumes in-8°); enfin, il la mena dans un troisième supplément jusqu'en 1606 (Paris, 1608, 4 volumes in-8°). On est tenté de croire que s'il avait vécu, comme on le suppose, jusqu'en 1620, il ne se serait pas arrêté là.
- Mythologie, c'est-à-dire, explication des fables, extrait du latin de Noël Le Comte par J. de M., Lyon, 1597, 2 volumes in-4° ; réimprimé plusieurs fois et en dernier lieu par J. Baudouin, Paris, 1627, in-fol[2].
- Traité parénétique, traduction de Texeira, 1597, in-12. — Sous le pseudonyme de J. D. Dralymont, anagramme de Jean de Montlyard.
- Les métamorphoses ou l'Âne d'or d'Apulée, Paris, 1602, in-12 ; réimprimé plusieurs fois ; la nouvelle édition revue et corrigée est cependant inférieure aux précédentes, Paris, 1648, in-8°[3].
- L'Anti-Jésuite ou discours du roi contre les Jésuites sur la mort de Henri IV, Saumur, 1611, in-8°; réimprimé dans le tome VI des Mémoires de Condé sous ce titre : Le Courrier breton[4].
- Les hiéroglyphiques de Jan-Pierre Valerian, vulgairement nommé Piérius ; œuvre réduicte en 58 livres, ausquels sont adjoincts delta autres de Cœlius Curio touchant ce qui est signifié par les diverses effigies et pourtraicts des dieux et des hommes, nouvellement donnez aux François, Lyon, 1615, in-fol[5].
- Les amours de Théagene et de Chariclée, traduit du grec d'Héliodore, Paris, 1620, in-8° ; corrigé par Henry d'Audiguier, Paris, 1623 et 1626, in-8°, avec figures.